# Rédei-Nagy-patak
Rédei-Nagy-patak är ett vattendrag i Ungern.   Det ligger i provinsen Heves, i den centrala delen av landet, 110 km sydost om huvudstaden Budapest.